# Comité national olympique turc
Le Comité national olympique turc (Türkiye Milli Olimpiyat Komitesi, TMOK en turc) est le comité national olympique de la Turquie. Il a été créé en 1908 sous l'impulsion de Selim Sırrı Tarcan et reconnu par le Comité international olympique en 1912.

## Histoire
Le comité s'appelait initialement Association olympique nationale ottomane (Osmanlı Milli Olimpiyat Cemiyeti en turc) lors de la IIe ère constitutionnelle de l'Empire ottoman. Il est reconnu par le CIO en 1911, pour sa participation aux Jeux olympiques de 1912.
À la création du comité, le propriétaire du journal Servet-i Fünun et ancien sportif Ahmet İhsan Tokgöz présida le comité. Selim Sırrı Tarcan s'attribua le poste de secrétaire général. Les beys Hasib, Asaf et Cevat Rüştü furent membres.
C'est en 1924, lors d'un conseil des ministres, que le comité a été déclaré d'utilité publique.

## Présidents du comité
- Ahmet İhsan Tokgöz (1908-1921)
- Hasip Bayındıroğlu (1921-1923)
- Selim Sırrı Tarcan (1923-1927)
- Ali Sami Yen (1927-1930)
- Kemalettin Sami Paşa (1930-1933)
- Reşit Saffet Atabinen (1933-1936)
- Ali Hikmet Ayerdem (1936-)
- Halit Bayrak (1936-1937)
- Adnan Menderes (1937-1938)
- Cemil Cahit Taner (1938-1943)
- Vildan Aşir Savaşır (1943-1950)
- Danyal Akbel (1950-1952)
- Cemal Alpman (1952-1955)
- Faik Binal (1955-1956)
- Nizamettin Kırşan (1956-1957)
- Şinasi Ataman (1957-1960)
- Burhan Felek (1962-1965)
- Dr.Raşit Serdengeçti (1965-1966)
- Burhan Felek (1966-1982)
- Turgut Atakol (1982-1988)
- Jerfi Fıratlı (1988-1989)
- Sinan Erdem (1989-2003)
- Togay Bayatlı (depuis 2003)
- Uğur Erdener depuis 2011

## Secrétaires généraux
- Selim Sırrı Tarcan (1908-1923)
- Ali Sami Yen (1923-1930)
- Ekrem Rüştü Akömer (1930-1936)
- Nizamettin Kırşan (1936-1938)
- Burhan Felek (1938-1952)
- Ulvi Yenal (1952-1954)
- Suat Erler (1955-1973)
- Turgut Atakol (1973-1982)
- Sinan Erdem (1982-1989)
- Togay Bayatlı (1989-2003)
- Dr. Neşe Gündoğan (depuis 2003)